# Harvest Moon: Save the Homeland
Harvest Moon: Save the Homeland (牧場物語3~ ハートに火をつけて?, Bokujō Monogatari 3: Heart ni Hi o Tsukete), pubblicato in America Settentrionale dalla Natsume nel 2001, è un videogioco di simulazione di una fattoria, parte della popolare serie di videogiochi Harvest Moon. È il primo titolo della serie ad essere pubblicato per PlayStation 2, ed il secondo ad essere distribuito per una console non della Nintendo.